# Rodrigo García (cyclisme)
Pour les articles homonymes, voir Rodrigo García et García.
García  Rena est un nom espagnol. Le premier nom de famille, en général paternel, est García ; le second, en général maternel, souvent omis, est Rena.
Rodrigo García Rena (né le 27 février 1980 à Miajadas) est un coureur cycliste espagnol. Professionnel entre 2005 et 2010, il s'est classé deuxième du Tour d'Andalousie 2006. Il a également remporté deux étapes du Tour des Asturies en 2007.

## Biographie

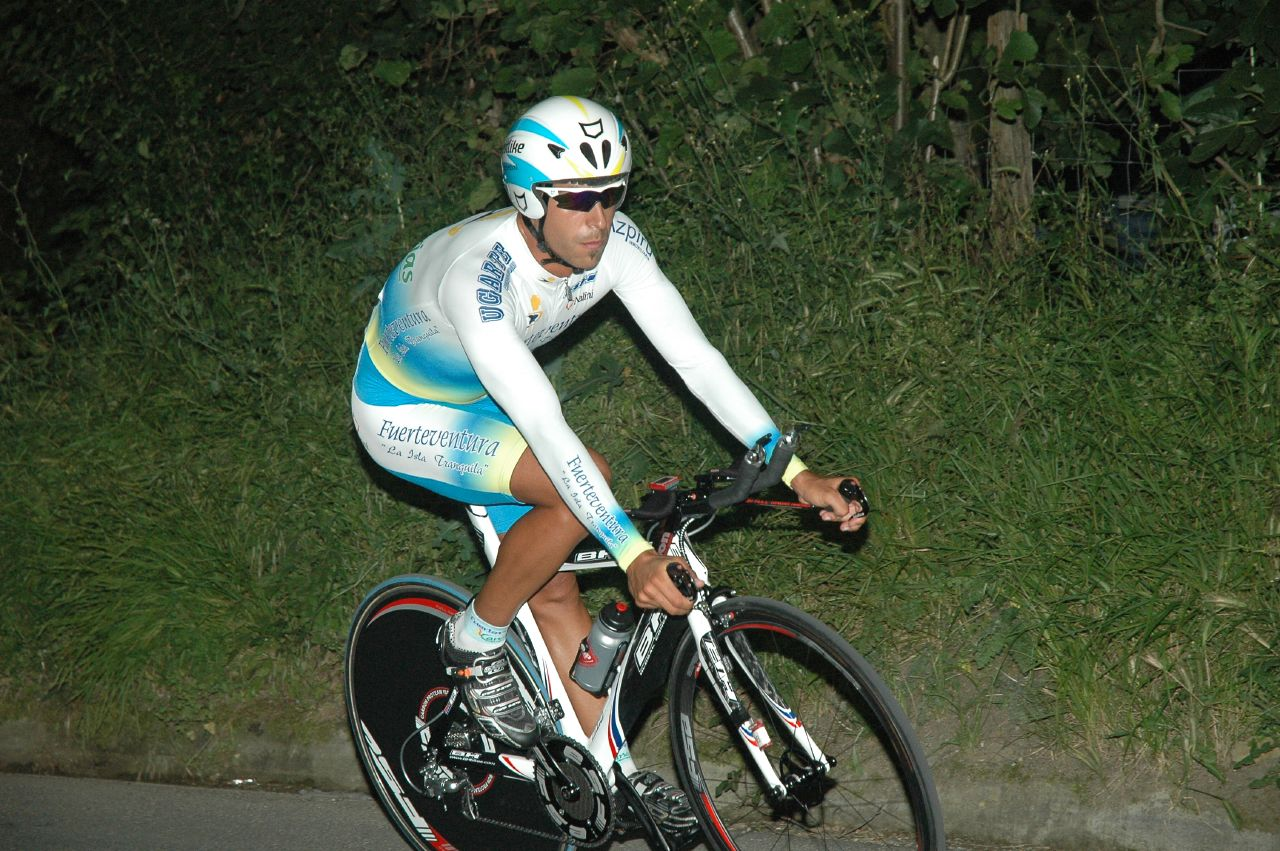
Rodrigo García Rena lors de la Bicyclette basque 2007.

## Palmarès et classements mondiaux

### Palmarès amateur
- 2003
  - 2e et 4e étapes du Tour de Lleida
  - Vuelta a la Montaña Central de Asturias :
    - Classement général
    - 2e étape

  - 3e de la Cursa Ciclista del Llobregat
  - 3e du Tour de Tolède
- 2004
  - Vainqueur de la Coupe d'Espagne de cyclisme
  - Cursa Ciclista del Llobregat
  - Mémorial Rodríguez Inguanzo
  - Tour de Tolède :
    - Classement général
    - 1re étape

  - 2ea étape de la Vuelta a la Montaña Central de Asturias
  - 2e du Trophée Iberdrola
  - 3e du Trophée Guerrita
  - 3e de l'Aiztondo Klasica

### Palmarès professionnel
- 2006
  - 2e du Tour d'Andalousie
- 2007
  - 4e et 5e étapes du Tour des Asturies

### Classements mondiaux
| Année           | 2005 | 2006 | 2007 | 2008 | 2009 | 2010 |
| --------------- | ---- | ---- | ---- | ---- | ---- | ---- |
| UCI Europe Tour | 362e | 112e | 229e | 792e | 748e | 961e |